# Ritchie De Laet
Ritchie Ria Alfons De Laet (ur. 28 listopada 1988 w Antwerpii) – belgijski piłkarz występujący na pozycji obrońcy w belgijskim klubie Royal Antwerp FC. Były reprezentant Belgii.

## Kariera klubowa
17 sierpnia 2007 De Laet za kwotę 100 tys. £ trafił z belgijskiego Royal Antwerp do Stoke City. W zespole tym nie rozegrał jednak ani jednego spotkania i w 2008 roku został wypożyczony do Wrexham. 8 stycznia 2009 roku De Laet podpisał trzyletni kontrakt z Manchesterem United. Swój debiut w pierwszym zespole zaliczył 24 maja 2009 w spotkaniu z Hull City w ramach rozgrywek Premier League. 15 maja 2012 roku podpisał trzyletni kontrakt z Leicester City.

## Kariera reprezentacyjna
Niewiele dni po debiucie w barwach Manchesteru De Laet został powołany na spotkania reprezentacji Belgii z Chile i Japonią, które miały zostać rozegrane w ramach Kirin Cup. Jego debiut nastąpił 29 maja 2009 w spotkaniu z Chile.